# G.I. Joe: Бросок кобры 2
«G.I. Joe: Бросок кобры 2» (англ. G.I. Joe: Retaliation) — американский супергеройский фильм режиссёра Джона Чу в жанре приключенческого боевика, снятый по сценарию Ретта Риза и Пола Верника и являющийся продолжением фильма «Бросок кобры» 2009 года. В основу фильма легла серия игрушек Hasbro «G.I. Joe», а также одноимённый анимационный сериал. Премьера в США и России состоялась 28 марта 2013 года.

## Сюжет
Зартан (Арнольд Вослу), всё ещё выдающий себя за президента Соединённых Штатов (Джонатан Прайс), обвиняет G.I. Joe в краже ядерных боеголовок из Пакистана. Под предлогом очередной миссии всю команду отправляют на отдаленный полигон, где они успешно выполняют задание и остаются там на ночевку. Но ночью базу взрывают, обстреливая её ракетами с вертолётов. Почти все члены команды, включая Дьюка (Ченнинг Татум), погибают. В живых остаются только трое: Роудблок (Дуэйн Джонсон), Флинт (Ди Джей Котрона) и Леди Джей (Эдрианн Палики).
Между тем, Сторм Шэдоу (Ли Бён Хон) и Файрфлай (Рэй Стивенсон) освобождают из немецкой тюрьмы Командира Кобры (Люк Брейси). Во время операции Сторм Шэдоу получает травму и после отправляется в гималайский храм, чтобы восстановиться. Узнав, что он жив, Слепой Мастер (RZA), лидер клана Арашикаги, отправляет Снейк Айза (Рэй Парк) и его ученицу Джинкс (Элоди Юнг), двоюродную сестру Сторм Шэдоу, для захвата последнего, чтобы он ответил за убийство своего учителя.
Роудблок, Флинт и Леди Джей возвращаются в Штаты, где создают базу в полуразрушенном спортзале. Тем временем Зартан объявляет, что Кобра заменит G.I.Joe в качестве основного защитного блока Америки, и Леди Джей замечает, что кто-то выдает себя за президента и собирает улики. Роудблок приводит их к генералу Джозефу Колтону (Брюс Уиллис), который предоставляет им оружие и помогает совершить операцию, во время которой Леди Джей крадет образец ДНК «Президента» и с помощью этого бойцы отряда узнают, что под личностью президента скрывается Зартан. Они убегают после небольшой схватки с Файрфлаем и Зандаром (Мэтт Джералд) — главой секретной службы и членом Кобры.
Снейк Айз и Джинкс находят и захватывают Сторм Шэдоу после боя с ниндзя и отвозят его обратно в Японию, где он доказывает, что не убивал своего учителя и говорит, что Зартан на самом деле убил Жестокого Мастера, и он присоединился к Кобре, чтобы отомстить, озлобленный, что клан не верит в его невиновность. Затем Сторм Шэдоу сопровождает Снейк Айза и Джинкс, оказывая помощь G.I.Joe, чтобы остановить Кобру.
Зартан приглашает мировых лидеров на саммит в Форт-Самтер, где под предлогом полного ядерного разоружения призывает лидеров уничтожить своё оружие. Не получив желаемого, Зартан запускает весь ядерный арсенал США, в страхе, другие лидеры активируют свои ракеты, а после уничтожают, понимая что всё это разрушит мир. Когда с ядерным оружием покончено, Зартан объявляет о проекте «Зевс», представляющих собою семь орбитальных бомбардировочных кинетических машин массового уничтожения. В тот момент прибывает Командир Кобра и отдаёт приказ на демонстрацию нового оружия. С нажатием кнопки, один из спутников полностью разрушает Лондон. Получив превосходство, «Кобра» угрожает уничтожить другие крупные города, если все страны не подчинятся его организации. Но Сторм Шэдоу рушит планы Командира Кобры и убивает Зартана. В то время как Снейк Айз, Джинкс и Флинт противостоят бойцам Кобры. Командир активирует остальные шесть спутников и поручает Файрфлаю защиту запущенных устройств, посредством контроля за чемоданчиком, в котором скрыто всё управление, однако Файрфлай погибает в бою с Роудблоком, который в последний момент включает систему самоуничтожения, деактивирующую, а затем уничтожающую спутники.
В это время Колтон и Леди Джей спасают настоящего президента. Но все же Командиру Кобры удается сбежать во время боя, к тому же Сторм Шэдоу исчезает после того, как отомстил за учителя. Президент объявляет в розыск Командира Кобры и восстанавливает отряд G.I.Joe вместе с Роудблоком, Флинтом, Леди Джей, Снейк Айзом и Джинкс, и призывает большую часть солдат присоединиться к ним. После всего произошедшего Роудблок клянется отомстить Командиру Кобры за смерть Дьюка.

## В ролях
| Актёр           | Роль                                      |
| --------------- | ----------------------------------------- |
| Дуэйн Джонсон   | Роудблок (Марвин Хинтон)                  |
| Ди Джей Котрона | Флинт (Дешиел Фэйрборн)                   |
| Эдрианн Палики  | Леди Джей (Элисон Харт-Бернетт)           |
| Брюс Уиллис     | генерал Джозеф Колтон                     |
| Рэй Парк        | Снейк Айз                                 |
| Ли Бён Хон      | Сторм Шэдоу (Томас Арашикагэ)             |
| Джонатан Прайс  | Президент США                             |
| Элоди Юнг       | Джинкс                                    |
| Ченнинг Татум   | Дьюк (Конрад Хаузер)                      |
| Люк Брейси      | Командир Кобры (Рексфорд "Рекс" Г. Льюис) |
| Рэй Стивенсон   | Файрфлай                                  |
| Арнольд Вослу   | Зартан                                    |
| RZA             | Слепой мастер                             |
| Джозеф Маццелло | Маус (Моррис Сандерсон)                   |
| Уолтон Гоггинс  | начальник тюрьмы Найджел Джеймс           |
| Мэтт Джеральд   | Зандар                                    |
| Эдди Харгитэй   | Таннел Рэт (Никки Ли)                     |
| Райан Хэнсен    | Грунт (Роберт Грейвс)                     |
| Илья Волок      | российский лидер                          |

## Саундтрек
В официальных трейлерах фильма звучат следующие композиции:
| №  | Название                                                   | Автор(ы)                                  | Длительность |
| -- | ---------------------------------------------------------- | ----------------------------------------- | ------------ |
| 1. | «Seven Nation Army (The Glitch Mob Remix)»                 | White Stripes                             | 4:23         |
| 2. | «Little Weapon (Feat. Bishop G And Nikki Jean) (Explicit)» | Lupe Fiasco feat. Biship G and Nikki Jean | 4:05         |
| 3. | «Don't Let Me Die»                                         | R. Kelly & Jay-Z                          | 4:51         |

## Создание

### Разработка
В 2009 году после успешной премьеры фильма «Бросок кобры» заместитель председателя студии Paramount Pictures Роб Мур заявил, что будет разрабатываться сиквел. В январе 2011 сценаристы фильма «Добро пожаловать в Зомбилэнд» Ретт Риз и Пол Верник были наняты написать сценарий к сиквелу. Стивен Соммерс первоначально собирался вернуться в качестве режиссёра сиквела, но Paramount Pictures отказала ему и в феврале 2011 объявила, что сиквел срежиссирует Джон Чу. В июле 2011 было объявлено название сиквела — «G.I. Joe: Retaliation».
Чжу заявил, что фильм будет сильно отличаться от оригинала. Также он сказал, что в его фильме будут новые персонажи и всего несколько героев из первого фильма, так как остальных он решил убить.

### Кастинг
В январе 2011 было подтверждено, что Ли Бён Хон вновь сыграет Сторма Шэдоу в сиквеле. Ченнинг Татум и Рэй Парк также вернутся в фильм, как Дьюк и Снейк Айз соответственно. Рэйчел Николс, игравшая Скарлетт в первом фильме, сказала, что большинство актёров не вернутся, за исключением трёх вышеупомянутых. В марте 2011 Сиенна Миллер заявила, что она не вернётся в сиквел. Джозеф Гордон-Левитт также подтвердил, что он не вернётся к роли Командира Кобры в сиквел.
В июне 2011 Дуэйн Джонсон получил роль Роудблока, Ди Джей Котрона — роль Флинта, а RZA — роль Слепого мастера. В это же время Элоди Юнг вела переговоры по поводу роли Джинкс. В июле 2011 Эдрианн Палики была утверждена на главную женскую роль — Леди Джей, а Рэй Стивенсон — на роль злодея Файрфлая. Было подтверждено, что Арнольд Вослу вновь сыграет Зартана. Джозеф Маццелло был утверждён на роль Мауса. В августе 2011 Уолтон Гоггинс присоединился к актёрскому составу в роли начальника тюрьмы Найджела Джеймса, и было подтверждено, что Брюс Уиллис сыграет в фильме роль основателя «Джи-Ай Джо» Джо Колтона. Рэй Парк также раскрыл, что в сиквеле появится ручной волк Снейк Айза Тимбер, но он так и не появился.
В сентябре в Интернет просочился кастинг-лист, в результате чего было раскрыто, что в сиквеле появится Командир Кобры. Однако не было известно, кто сыграет эту роль. Режиссёр Джон Чжу в интервью рассказывал, что Командир Кобры — это не тот персонаж, которого играл Джозеф Гордон-Левитт в первом фильме. Чжу также сообщил, что в фильме промелькнёт Дестро, но Кристофер Экклстон играть его не будет. 1 мая 2012 Джон Чжу подтвердил, что Командир Кобры — это всё же Рекс Льюис.

### Съёмки
Съёмки начались в августе 2011 и проходили в Луизиане.

## Постпродакшн
Премьера фильма первоначально была назначена на 20 июня 2012, но в мае 2012 Paramount Pictures объявила, что она переносит премьеру фильма на 29 марта 2013. Официально — из-за конвертации фильма в формат 3D и повышения интереса на международных рынках.

## Продолжение
1 апреля 2013 года в сети стали появляться сообщения о разработке третьего фильма о G.I. Joe, который, вероятно, выйдет в формате 3D. Студия объявила, что Джон Чу вернётся в качестве режиссёра. На Comic Con 2013 в Сан-Диего Чу выразил своё желание вернуть персонаж Скарлетт в следующем фильме. Авторы второго плана также хотели бы включить Баронессу в новый фильм. Джонсон выразил заинтересованность в возвращении к роли Роудблока в дальнейшем. Парк отметил, что Снейк Айз возможно появится в следующем фильме в компании со своим питомцем лесным волком по имени Тимбер. Кинопродюсер Лоренцо Ди Бонавентура заявил, что он готов для предложений сделать кроссовер между G.I. Joe и Трансформерами, который также хотел бы направить Чу.
В интервью Beijing News Бонавентура сказал, что он надеется, что Джонсон и Уиллис вернутся к своим ролям в следующей фильме, а также выразил желание ввести новый персонаж, который будет играть ключевую роль в сюжете. 10 сентября 2013 года Чу был утверждён на пост режиссёра третьего фильма о G.I. Joe наряду со сценаристом Эваном Догерти. 5 декабря 2013 года Догерти высказал своё мнение о сценарии к фильму, а также о смерти Дьюка во втором фильме, однако Чу сказал, что Татум может вернуться к роли Дьюка в сиквеле. 2 апреля 2014 Джонсон в своём интервью Collider признался, что Чу не сможет режиссировать фильм, так как он решил срежиссировать «Джем и голограммы», и что руководство не может найти нового режиссёра для фильма.
Стало известно, что следующий фильм выйдет в 2016 году (однако он вышел только в 2021 году). 23 июня 2014 года в своём интервью Collider Бонавентура сказал, что они выбирают режиссёра, а съёмки могут начаться в 2015 году. 1 июля Variety сообщила, что Джонатан Лемкин напишет сценарий к фильму, в котором планирует акцентировать своё внимание на персонаже Джонсона. Мартин Кэмпбелл вёл переговоры, чтобы срежиссировать фильм.
В ноябре 2015 компания Paramount Pictures сообщила о том, что компании Hasbro и Paramount создадут фильмы, входящие в общую вселенную с G.I. Joe, такие как «Микронавты», «Визионеры: рыцари магического света», М. А. S. К. А. и «Космический рыцарь Ром». 1 апреля 2015 года студия наняла Аарона Берга, чтобы написать сценарий к фильму. Ди Джей Карузо был назначен на пост режиссёра фильма.
В сентябре 2016 года Ли Бён Хон заявил, что студия разрабатывает третий фильм и ждёт возвращение актёров, в том числе Джонсона.
18 января 2017 года Карузо заявил, что сценарий к фильму пишется.